# Vé

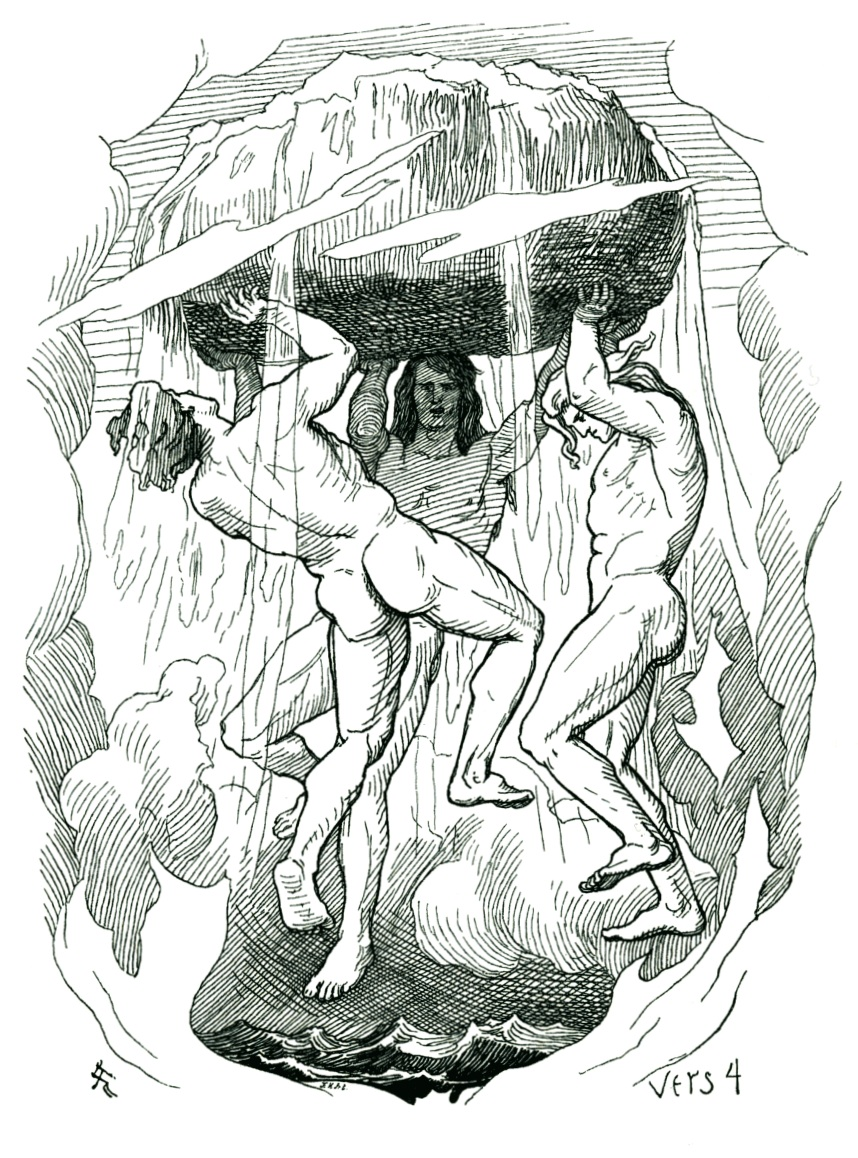
Ódin, Vili a Vé tvoří svět

Vé je severský bůh, syn Bestly a Bora, bratr Ódina a Viliho. Tito bratři zabili obra Ymiho a z jeho těla stvořili svět. Spolu také stvořili člověka. Jeho darem lidstvu byly smysly (sluch, zrak a řeč) a podoba lidského těla. Někdy je zmiňován jako jedno z jmen samotného Ódina či jako jiné jméno pro Lodura.